# 827 Wolfiana
A 827 Wolfiana (ideiglenes jelöléssel 1916 ZW) a Naprendszer kisbolygóövében található aszteroida. Johann Palisa fedezte fel 1916. augusztus 29-én.